# Горчаков, Дмитрий Петрович
Князь Дми́трий Петро́вич Горчако́в (1 [12] января 1758, село Пушкино, Костромской уезд, Костромская губерния — 29 ноября [11 декабря] 1824, Москва) — русский поэт-сатирик и драматург, отец генералов Петра и Михаила Горчаковых.

## Биография
Принадлежал к небогатой костромской ветви княжеского рода Горчаковых. Приходился двоюродным братом князю Михаилу Алексеевичу и троюродным братом князю Алексею Ивановичу. Первоначальное образование получил дома, далее продолжил обучаться в пансионе при Московском университете. Владел французским и немецким языками интересовался философией и естественными науками.
С 1768 года служил в армии. Будучи адъютантом князя П. С. Гагарина, участвовал в походах под Хотин, в Валахию, на Кубань и в Крым. Выйдя в отставку в чине секунд-майора (1782), жил в Москве, в тульском и костромском имениях, где успешно занимался рационализацией хозяйства. Волонтёром сражался под Измаилом (1790), в сражениях отличился, был тяжело ранен в руку при штурме. Был отмечен в донесении А. В. Суворова и награждён орденом Св. Владимира 4 степени.
При императоре Александре I, когда карьера всех Горчаковых пошла в гору, поступил на гражданскую службу. Занимал должности губернского прокурора в Пскове (1807) и в Таврической губернии (1807—10), позднее служил в Министерстве народного просвещения в Санкт-Петербурге (1811).
В 1811—1812 годах состоял в молдавской армии правителем канцелярии М. И. Кутузова). В 1813 году получил назначение вице-губернатором в Кострому, в 1815—1816 годах фактически исполнял обязанности главы Костромской губернии. Последние годы жизни провёл главным образом в Москве. В 1817—1819 годах принимал активное участие в деятельности масонских лож в Москве.
Скончался в Москве. Похоронен на кладбище Даниловского монастыря.

## Семья
Во второй половине 1780-х годов Горчаков женился на Наталье Фёдоровне Боборыкиной (ум. 1833), дочери секунд-майора Фёдора Лукьяновича Боборыкина и племяннице Дмитрия Лукьяновича Боборыкина. Возможно, именно её муж вывел под романтическим именем Ирисы в своем «Письме к Д. И. Хвостову». В браке имели пятерых детей. Все они под руководством матери получили прекрасное образование. Старшие сыновья, Пётр (1789—1868) и Михаил (1793—1861), обучались в Дрездене и стали генералами. Младший — Сергей (1794—1873), статский советник, был отцом фрейлины и писательницы Елены Горчаковой. Дочери поэта состояли в замужестве: Ольга (ум. 1869) с ноября 1808 года за И. П. Аникеевым (1775—1828), по отзыву С. А. Толстой, была «простая и милая женщина»; Софья (ум. 1876) за полковником Д. А. Лаптевым (ум. 1855), по показанию декабриста А. П. Барятинского, он был причастен к тайному обществу, но следственный комитет оставил это без внимания.

## Литературная деятельность

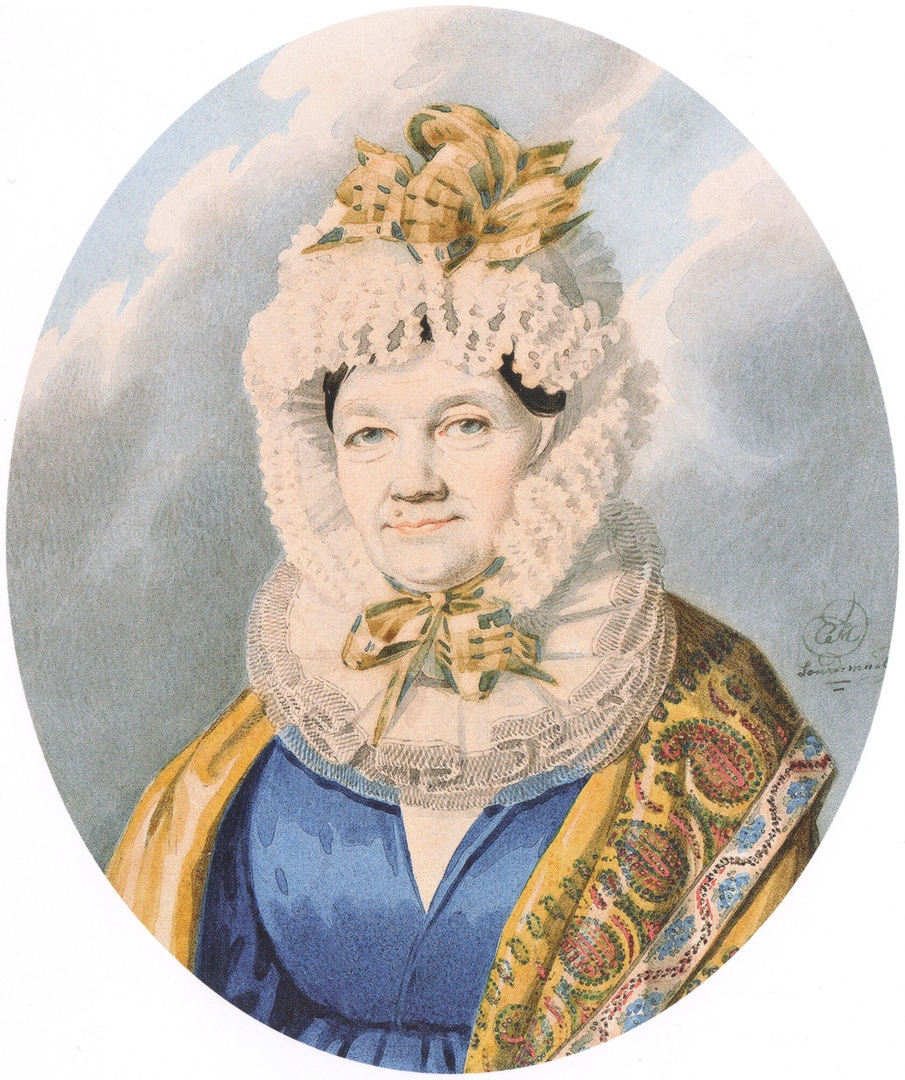
Наталья Фёдоровна на портрете Карла Гампельна

Литературную деятельность начал в московском кружке Н. П. Николева. Был дружески связан со своим родственником Д. И. Хвостовым, а также с Ф. Г. Кариным. Принимал участие в литературной борьбе 1780-х годов сатирами и эпиграммами против Д. И. Фонвизина, А. О. Аблесимова, Я. Б. Княжнина, В. В. Капниста. В печати выступил в качестве автора комических сатирико-бытовых опер на сказочные сюжеты «Калиф на час» (Москва, 1786) и «Счастливая тоня» (Москва, 1786), обе по сказкам «Тысячи и одной ночи»; «Баба Яга» (Калуга, 1788). В ноябре 1799 в Санкт-Петербурге ставилась его комедия в стихах «Беспечный». Несколько стихотворений поместил в альманахе «Аониды» (1796) и в журнале «Санкт-Петербургский Меркурий» (1793, под псевдоним «20.4.3» или К. Д. Г.). Опубликовал повесть с автобиографическими мотивами «Пламир и Раида» (Москва, 1796), в которой усматривают подражание «Страданиям юного Вертера» Гёте.
В историю литературы он попал за свои в основном рукописные сатиры, которые производили впечатление на современников. Уже к началу XIX века за Горчаковым закрепилась репутация «русского Ювенала», благодаря преимущественно известным в списках произведениям. Среди них наиболее значительной считается сатира «Разговор. Он и Я» (около 1790), в которой обличение общественных пороков сочетается с горацианскими призывами к умеренности и уединению. В стихотворении «Беспристрастный зритель нынешнего века» (около 1794; опубликовано в сокращённой редакции под названием «Таков ныне свет!» в журнале «Минерва», 1806, ч. 2, № 20) обозначена тема невозможности исправить нравы ни законами, ни сатирой. Наибольшей известностью пользовалось «Послание к князю С. Н. Долгорукову» (около 1807; в списках также под названием «Невероятные»), нацеленная против «полупросвещения» и засилья иностранной моды в нравах и литературе, против пренебрежения ко всему русскому (реминисценции сатиры обнаруживаются в комедии А. С. Грибоедов «Горе от ума»).
Горчаков ввёл в русскую литературу форму «святок» (подражание французскому сатирическому «ноэлю»), которая получила развитие в творчестве А. С. Пушкина и П. А. Вяземского. Первые «Святки» (начало 1780-х годов) были посвящены литературным конфликтам. Другие (конца 1780-х годов) затрагивали Г. А. Потёмкина, А. А. Безбородко, С. И. Шешковского и выражали негативное отношение к фаворитизму царствования Екатерины II. Позднее в стихотворении «Русский у подошвы Чатырдага» (1807, с постскриптумом 1810; опубликовано в 1871) поэтизировал «славную» эпоху Екатерины II.
Преклонение перед Вольтером, антиклерикальные мотивы, вольные «ноэли» создали Горчакову репутацию вольнодумца и атеиста. Благодаря ей ему приписывались наиболее резкие из произведений вольной поэзии, в частности, «Святки» Вяземского; Пушкин в 1828 пытался выдать «Гавриилиаду» за сочинение Горчакова.
В 1804—1806 сотрудничал в журнале «Друг просвещения», противостоявшем карамзинистам. В 1807 был избран членом Российской академии, сблизился с руководителями «Беседы любителей русского слова» А. С. Шишковым, А. С. Хвостовым, П. М. Карабановым. С 1811 был действительным членом «Беседы любителей русского слова», деятельно участвовал в его заседаниях в 1811—1812. Относился отрицательно к карамзинскому направлению и к немецкой трагедии или драме, окрестив её «коцебятиной» по имени одного из более плодовитых драматургов этого рода Августа Фридриха фон Коцебу. Опубликовал рассуждения «О суетности. К А. С. Хвостову» и «Об уединении. К А. С. Таранову» в «Чтении» (1812—1813). Предметом его сатир являлось также обилие периодических изданий: «И наконец я зрю в стране моей родной журналов тысячи, а книги ни одной!»
Последнее выступление Горчакова в печати — посвящённые М. И. Кутузову «Стихи на изгнание неприятеля из России» («Сын Отечества», 1813, № 15). Неизданные стихи Горчакова посмертно опубликованы Б. М. Фёдоровым в альманахе «Памятник отечественных Муз» на 1827 и 1828). Сочинения князя Д. П. Горчакова с очерком его жизни, составленном по литературным источникам и семейным воспоминаниям, изданы в Москве в 1890 г. его внучкой Е. С. Горчаковой.